# Мергіндял
Мергіндял (рум. Merghindeal) — село у повіті Сібіу в Румунії. Адміністративний центр комуни Мергіндял.
Село розташоване на відстані 200 км на північний захід від Бухареста, 49 км на північний схід від Сібіу, 124 км на південний схід від Клуж-Напоки, 76 км на північний захід від Брашова.

## Населення
За даними перепису населення 2002 року у селі проживали 733 особи.
Національний склад населення села:
| Національність | Кількість осіб | Відсоток |
| -------------- | -------------- | -------- |
| румуни         | 566            | 77,2%    |
| цигани         | 127            | 17,3%    |
| угорці         | 22             | 3,0%     |
| німці          | 17             | 2,3%     |

Рідною мовою назвали:
| Мова      | Кількість осіб | Відсоток |
| --------- | -------------- | -------- |
| румунська | 653            | 89,1%    |
| циганська | 40             | 5,5%     |
| угорська  | 22             | 3,0%     |
| німецька  | 18             | 2,5%     |